# 미스터 허드슨
미스터 허드슨(Mr Hudson)은 영국의 R&B/팝 아티스트이자 싱어송라이터, 프로듀서이다. 그의 본명은 벤자민 허드슨 맥길도위(Benjamin Hudson McIldowie)이며, 잉글랜드 버밍엄에서 1979년에 태어났다. 미스터 허드슨은 음악 프로듀서 카니예 웨스트(Kanye West)의 G.O.O.D. Music에 소속되어 있다. 그는 자신의 음악에 영향을 준 다양한 장르의 아티스트를 언급했는데, 대표적으로는 쳇 베이커(Chet Baker), 데이빗 보위(David Bowie), 더 폴리스(The Police), 안드레 3000(Andre 3000), 마빈 게이(Marvin Gaye), 피닉스(Phoenix), 더 스페셜스(The Specials), 빌리 홀리데이(Billie Holiday), 엘라 피츠제럴드(Ella Fitzgerald)와 디지 라스칼(Dizzee Rascal)이 있다.
미스터 허드슨은 초기에는 "미스터 허드슨 & 더 라이브러리(Mr Hudson & The Library)"라는 이름의 그의 밴드로 함께 활동했었다. 그들의 첫 번째 앨범, 《A Tale of Two Cities》는 2007년에 발매되었다. 밴드 명에서 '더 라이브러리'는 조이 조셉(Joy Joseph, 스틸 드럼 · 백킹 보컬 · 퍼큐션), 토르빌 존스(Torville Jones, 피아노), 맵스 헉슬리(Maps Huxley, 베이스 기타), 그리고 앤드루 "윌키" 윌킨슨(Andrew "Wilkie" Wilkinson, 드럼)에 해당한다. 이 중에서 맵스 헉슬리는 로빈 프렌치(Robin French)로도 알려진 인물이다. "미스터 허드슨 & 더 라이브러리"는 그들의 열정적인 라이브 공연으로 유명했으며, 2007년 UK 페스티벌 어워즈에서 "최고의 새 아티스트" 부문에 노미네이트되기도 했었다.
그 후 솔로 아티스트로서, 미스터 허드슨은 카니예 웨스트, 디지 라스칼, 엔더브즈(N-Dubz), 키드 커디(Kid CuDi), 타이니 템파(Tinie Tempah), 제이지(Jay-Z), 빅 션(Big Sean), 그리고 캐스파(Caspa)와 함께 작업하였다. 현재 세션으로 조이 조셉(백킹 보컬과 스틸 드럼), 롭 바론(Rob Barron, 전자 키보드), 라파엘 만(Raphael Mann, 베이스 기타), 그리고 앤드루 "윌키" 윌킨슨(전자 드럼)을 두고 있다.

## 성장 과정
미스터 허드슨은 버밍엄 북서부에 있는 핸즈워스 우드(Handsworth Wood) 지역에서 자랐으며, 버밍엄 에지배스턴(Edgbaston)에 위치한 킹 에드워드즈 스쿨(King Edward's School)을 다녔다.
 그 후, 그는 옥스퍼드 대학의 세인트 앤스 칼리지(St Anne's College)에서 영문학을 전공하였다. 그는 한 때 코코 섬너(Coco Sumner)의 "아이 블레임 코코(I Blame Coco)"라는 밴드에 속해 있었다. 당시 그는 그 밴드에서 〈I Blame Coco〉라는 곡을 공동 작곡하였다.

## 활동
그의 첫 무대 중 하나는 JUMPOFF TV의 프로듀서 배틀 프로그램에 건서 톰슨(Gunther Thompson)과 함께 출연한 것이었다. 그가 유명하게 된 계기는 영국의 음악 TV 쇼 "레이터 위드 줄스 홀랜드(Later With Jools Holland)"에 2006년 12월 8일에 출연하게 된 것이다. 밴드의 데뷔 LP, 《A Tale of Two Cities》는 2007년에 발매되었고, 열광적인 리뷰들과 함께 영국 라디오의 조 윌리(Jo Whiley)의 라디오 쇼와 제인 로우(Zane Lowe)의 BBC RADIO 1 쇼에 방송되었다.
2007년에 "미스터 허드슨 & 더 라이브러리"는 영국의 도서관들로 투어를 다녔는데, 이는 "겟 잇 라우드(Get It Loud)"계획의 일부였다. 또한, 에이미 와인하우스(Amy Winehouse)의 투어에서 파올로 누티니(Paolo Nutini), 미카(Mika), 그루브 아마다(Groove Armada)와 함께 서포팅 공연을 하기도 했다.
2007년 여름에는 그들은 글래스톤베리(Glastonbury), 티 인 더 파크(T in the Park), 더 빅 칠(The Big Chill), 브이 페스티벌(V Festival), 고다이바 페스티벌(Godiva Festival), 베스티벌(Bestival)과 같은 영국 페스티벌 무대에서 공연했다. 2007년 10월, 밴드는 웨일스 카디프에 있는 밀리네엄 스타디움(Millennium Stadium)에서 더 폴리스(The Police)의 서포팅 공연을 했다. 밴드는 또한 아일랜드 더블린 및 다른 유럽 도시들에서 열린 카니예 웨스트의 "글로우 인 더 다크 투어(Glow in the Dark Tour)"에 서포팅 밴드로 참여했다.
2008년에 미스터 허드슨은 솔로 아티스트로서 녹음하기 시작한다. 기존의 맵 헉슬리의 파트는 2008년에 라파엘 만으로 대체되었으며, 토르빌 존스는 2009년에 바비 바론(Bobby Barron)으로 대체되었다. "더 라이브러리"라는 이름은 밴드명에서 더 이상 사용되지 않지만, 이들은 미스터 허드슨의 라이브 공연을 위해서 백킹 밴드로 존재하고 있다. 그리고 조이 조셉, 윌키 윌킨슨, 토르빌 존스, 그리고 라파엘 만은 정규 앨범《Straight No Chaser》의 녹음 세션으로 참여하였다. 2010년에는 기타 및 보컬 담당의 알리 포브스(Ali Forbes)를 새로 영입하였다.
2008년 9월에는 미스터 허드슨은 카니예 웨스트의 네 번째 앨범, 《808s & Heartbreak》에서 수록곡 〈Paranoid〉을 피쳐링했다. 그는 그 앨범에서 〈Street Lights〉를 공동 프로듀싱 했으며, 〈Say You Will〉과 〈Amazing〉에서 추가적인 보컬을 담당했다. 카니예 웨스트는 "미스터 허드슨은 저보다 더 크게 성장할 잠재력을 갖고 있다고 생각합니다. 그의 세대에서 가장 중요한 아티스트들 중 한명으로 성장할 가능성 말입니다."라고 언급한 바 있다.
2008년 11월 11일에 〈There Will Be Tears〉는 영국 제인 로우(Zane Lowe)의 BBC RADIO 1 쇼에 "지금 전세계에서 가장 핫한 음반(The Hottest Record in the World Right Now)"으로 소개되었다. 솔로 아티스트로 나선 미스터 허드슨의 첫 정규 앨범 《Straight No Chaser》는 2009년 중반에 발매되었다. 이 앨범은 카니예 웨스트가 공동 프로듀서를 맡았다. 2008년에 발표하다시피, 미스터 허드슨은 그의 새 앨범을 공연하기 위해 계속해서 런던, 카디프, 글래스고, 뉴캐슬 등 영국 내 투어를 하고 있다.
2009년 가을에 미스터 허드슨은 켈빈 해리스(Calvin Harris)의 영국 투어의 서포팅 밴드로 참여했다. 그는 또한 2009년 영국 블랙풀의 크리스마스 점등 행사에 The X Factor(영국의 TV 탤런트 쇼)에 나왔던 로라 화이트(Laura White)와 함께 참여했는데, 그 곳에서 〈Supernova〉와 〈White Lies〉를 공연했다.
2010년에는 영국 덥스텝(dubstep) 아티스트인 캐스파(Caspa)와 함께 〈Love Never Dies (Back For The First Time)〉를 작업했다. 이 곡은 캐스파가 이전 앨범에 발표했었던 〈Back For The First Time〉라는 곡의 새로운 버전이다. 리믹스에는 네로(Nero)가 참여했다. 7월 79일에 영국 제인 로우(Zane Lowe)의 BBC RADIO 1 쇼에서 이 곡은 "지금 전세계에서 가장 핫한 음반(The Hottest Record in the World Right Now)"으로 등장한 적이 있다.

### A Tale of Two Cities(2007년 – 2009년)
'미스터 허드슨 & 더 라이브러리'시기의 첫 데뷔 앨범으로, 이 앨범에서는 어쿠스틱 기타가 피아노, 백킹 보컬, 베이스 기타, 스틸 드럼, 전자 드럼과 함께 연주되고 있다. 《A Tale of Two Cities》의 두 곡은 커버곡인데, 〈On The Street Where You Live〉는 뮤지컬 "마이 페어 레이디(My Fair Lady)"에서의 곡을 커버한 것이고, 〈Everything Happens to Me〉는 프랭크 시나트라와 쳇 베이커에 의해 유명해진 곡을 커버한 것이다.

### Straight No Chaser(2009년 – 현재)
2009년 8월 4일, 미스터 허드슨은 《Straight No Chaser》라는 새 앨범을 레이블 G.O.O.D. Music과 Mercury Records을 통해 발매한다. 이 앨범은 카니예 웨스트가 책임 프로듀서를 맡았다.
미스터 허드슨은 "저는 구조화되거나 지나치게 화려한 음반보다는 대중적인 음반을 내고 싶었어요." 라고 말했다. "지난 첫 번째 앨범은 에셔(Escher)의 그림 같았습니다. 그 앨범의 한 층, 한 층이 모두 그러하고, 제가 어느 지점으로 가고 있는지 모르게 되는 그런 느낌이죠. 이번 새 앨범은 곡들이 쓰이고 제작된 방식이 더 직선적이에요. 이미 있는 것을 다시 만드느라 쓸데없이 시간 낭비하는 방식이 아니죠. 이번 앨범은 바로 가는 겁니다. 쫓아가는 게 아니라."라고 앨범에 대해 설명했다.

## 그 밖의 활동
그는 영국 펭귄 북스(Penguin Books)의 마이 펭귄 프로젝트(MyPenguin Project)에 참여하였다. 이 프로젝트는 사람들에게 자신만의 클래식 소설 표지를 디자인하도록 장려하는 것이 목표인데, 미스터 허드슨은 런던 그라피티 아티스트 마이티 모(Mighty Mo)와 함께 조지 오웰의 "동물 농장"의 커버를 디자인했다.

## 수상 경력 및 노미네이트

### Q 어워즈
- 2009년 가장 약진한 아티스트 (Best Breakthrougth Act) - 우승

### MOBO 어워즈
- 2009년 최고의 UK 아티스트 (Best UK Act) - 노미네이트
- 2009년 최고의 뮤직비디오 (Best Video) 〈Supernova〉 - 노미네이트
- 2010년 최고의 노래 (Best Song) 〈Playing With Fire (feat. Mr Hudson)〉 - 우승

### UMA 어워즈 영국 & 프랑스
- 최고의 콜라보레이션 (Best Collaboration) 〈Supernova (feat. Kanye West)〉 - 노미네이트
- 최고의 새 아티스트 (Best Newcomer) - 노미네이트
- 최고의 R&B 아티스트 (Best R&B Act) - 노미네이트

## 디스코그라피

### '미스터 허드슨 & 더 라이브러리'시기 정규 앨범
- 《A Tale of Two Cities》 (2007)

### '미스터 허드슨 & 더 라이브러리'시기 싱글 앨범
- 《Bread & Roses》 (2007)
- 《Too Late, Too Late》 (2007)
- 《Ask The DJ》 (2007)
- 《Picture of You》 (2008)

### 정규 앨범
- 《Straight No Chaser》 (2009)

### 싱글 앨범
- 《White Lies》 (2009)
- 《Supernova (feat. Kanye West)》 (2009)

### 참여한 곡
- 〈Young Forever〉 - Jay-Z (feat. Mr Hudson)
- 〈Playing with Fire〉 - N-Dubz (feat. Mr Hudson)
- 〈Products〉 - Sway (feat. Mr Hudson)
- 〈Way Out〉 - Big Sean (feat. Mr Hudson)
- 〈Paranoid〉 - Kanye West (feat. Mr Hudson)
- 〈Love Never Dies (Back For The First Time)〉 - Caspa (feat. Mr Hudson)
- 〈Every Man For Himself〉 - Sway (feat. Mr Hudson)

## 인용 및 참고 자료
1. ↑  “Interview with the band”. BBC.[깨진 링크(과거 내용 찾기)]
2. ↑  “위키피디아 Mr Hudson”.
3. ↑  Adrian Thrills (2009년 7월 23일). “"Play that funky music, white boy: Mr Hudson aiming for the top spot"”. Daily Mail (London).
4. ↑  “Later with Jools Holland”. BBC. 2006년 12월 8일에 Later with Jools Holland 원본 문서 |url= 값 확인 필요 (도움말)에서 보존된 문서. 2006년 12월 8일에 확인함.
5. ↑  “Interview with Mr Hudson and the Library”. Wessex Scene Online. 2007년 9월 27일에 원본 문서에서 보존된 문서. 2007년 9월 27일에 확인함.
6. ↑  Rasheem Reid (2008년 11월 24일). “"Kanye West says Mr Hudson 'Could be bigger than me'"”. MTV(미디어). 2010년 4월 27일에 원본 문서에서 보존된 문서. 2011년 1월 23일에 확인함.
7. ↑  Mr Hudson on Flickr
8. ↑  Mr Hudson on MySpace
9. ↑  Zane Lowe (2010년 7월 29일). “Caspa ft. Mr Hudson - Love Never Dies (Back For The First Time)”. BBC.
10. ↑  “Mr Hudson & The Library Biography”. NME (magazine). 2007년 11월 11일.
11. ↑  “"Mr Hudson is looking for You and 3 lucky mates"”. RTV Daily Celebrity Entertainment New. 2010년 11월 12일에 원본 문서에서 보존된 문서. 2011년 1월 23일에 확인함.
12. ↑  “Mr Hudson & Mighty Mo's Animal Farm cover”. spinebreakers.co.uk (Penguin Book's online book community).